# Копенгаген (фильм)
«Копенгаген» (англ. Copenhagen) — кинофильм режиссёра Марка Расо, вышедший на экраны в 2014 году.

## Сюжет
Тридцатилетний американец Уильям, имеющий репутацию бабника, приезжает в Копенгаген, чтобы найти своего деда и передать тому письмо от своего недавно скончавшегося отца. Разругавшись со своим другом Джереми, Уильям принимает помощь местной девушки Эффи, которая приводит его домой к родственникам. Здесь он узнаёт, что дед во время войны сотрудничал с нацистами и был за это осуждён, а затем пропал и никто его с тех пор не видел. Эффи помогает Уильяму в поисках и заодно знакомит с достопримечательностями датской столицы. Между молодыми людьми возникает симпатия. Девушка очень нравится Уильяму, который не против очередной любовной интрижки, пока не узнаёт, что ей всего 14 лет…

## В ролях
- Гетин Энтони — Уильям
- Фредерикке Даль Хансен — Эффи
- Себастьян Арместо — Джереми
- Оливия Грант — Дженнифер
- Бор Ове — дядя Мадс
- Милле Динесен — мать Эффи
- Тамзин Мерчант — Сандра
- Гордон Кеннеди — дядя Петер
- Пребен Равн — Томас
- Суне Кофоэд — регистратор отеля

## Награды и номинации
- 2014 — Большой приз жюри Флоридского кинофестиваля за лучший повествовательный фильм.
- 2014 — Гран-при кинофестиваля «Гаспарилья» (Тампа), а также специальный приз за актёрскую работу (Фредерикке Даль Хансен).
- 2014 — приз зрительских симпатий кинофестиваля «Слэмданс» (Юта).
- 2014 — приз жюри кинофестиваля в Вудс-Хоул (Массачусетс) за лучший повествовательный фильм.
- 2015 — приз за лучший фильм по мнению режиссёров на кинофестивале в Седоне (Аризона).